# 후루슬라흐티 복권사건

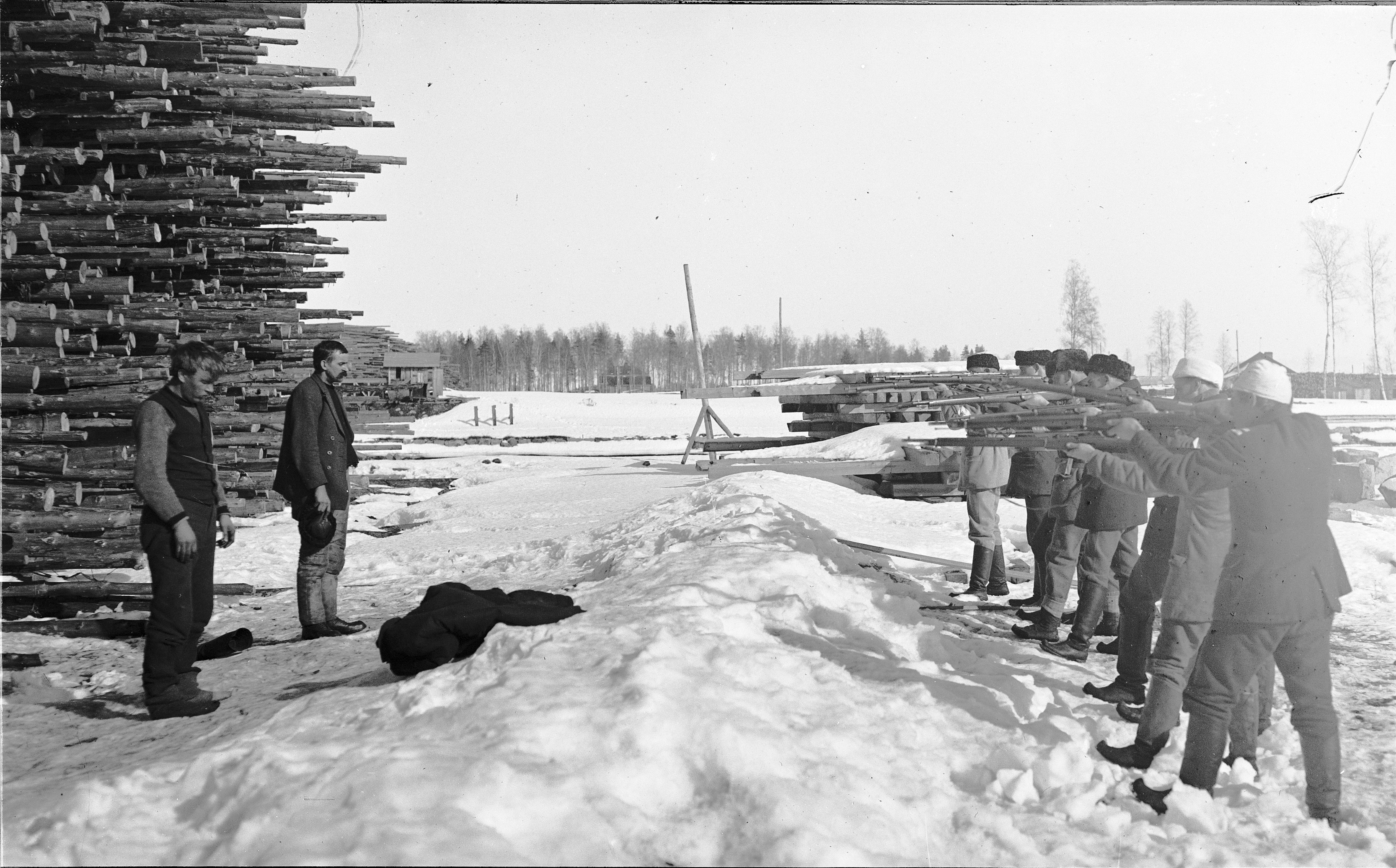

후루슬라흐티 복권사건(핀란드어: Huruslahden arpajaiset 후루슬라흐덴 아르파야이세트[*])은 핀란드 내전 중 일어난 백색테러다. 바르카우스 전투가 끝난 뒤 백군이 적군을 처형했다.
핀란드 내전 개전 직후 바르카우스는 적군의 통제하에 있었다. 바르카우스는 공업도시였기 때문에 적군에 대한 지지가 높았다. 하지만 전쟁 직후 형성된 전선보다 북쪽에 있었기 때문에 백군 장악 지역에 둘러싸여 있는 상태였다. 내전 발발 약 한 달 째인 1918년 2월 21일, 백군은 바르카우스 공략을 결정했고, 바르카우스 서쪽의 피엑새매키와 북쪽의 쿠오피오에서 공세가 시작되었다. 백군은 장갑열차를 이용해 빠른 시간 안에 많은 병력을 집결시켰다.
기관총과 포병을 보유한 백군은 저녁녘에 적군을 무찔렀고 적군은 항복했다. 베이요 메리에 따르면 적군이 항복하는 척 하면서 백군이 얼음 위로 올라오자 사격을 개시했다고 하는데, 이 주장이 사실이라면 이후 백군이 항복한 적군들에게 저지른 처우에 어느 정도 영향을 끼쳤을 것이다.
항복한 적군은 바르카우스읍 교회와 탈룰매키 노동자회관에 분산 수용되었다. 포로들이 지나가는 길목에 있는 좁은 교량 옆에 백군 지휘관들과 지역 대표자들이 서서 포로들 중 교전에 적극 가담한 적군 "선동자"들과 적군 지휘자들을 지목해서 길가로 골라냈다. 골라내진 사람들은 재판도 없이 그 자리에서 총살에 처해졌다. 백군 사수 15명이 적군 90여 명을 5인 1조로 짝지워 모두 사살하는 데 그날 저녁에서 밤까지 걸렸다. 가장 먼저 총살된 사람은 바르카우스 적위대 대장 마티 아우티오(Matti Autio), 협동조합 운영자 카를로 래흐텐매키(Kaarlo Lähteenmäki), 사본린나 적위대 대장 에밀 파르키넨(Emil Parkkinen), 레흐토니에미 척위대 대장 아담 크로게루스(Adam Krogerus)였다.
적군 생존자들의 증언에 따르면, 얼어붙은 비르틴비르타강상에 모여 있는 포로들 중에서 아우티오와 파르키넨을 앞으로 끌어내 죽인 뒤, 그 다음부터는 완전히 무작위적으로 열명 중 한 명을 총살 대상자로 골라내는 식으로 이루어졌다. 그래서 "복권"이라고 한 것이다. 백군 측에서는 장교들이 "전쟁범죄자"를 골라내 처리한 것일 뿐이라고 주장했지만, 총살된 이들 중 미성년자들도 있었다는 점에서 설득력이 떨어진다. 총살된 사람의 수가 포로로 잡힌 사람 수의 약 10%인 점도 적군 생존자 측 주장에 무게를 실어준다.
이 사건은 백군의 교전지침인 즉결총살선언이 대규모로 시행된 첫 사례로 여겨진다. 사형을 정당화할 수 있는 법적 근거 없이 전쟁포로를 사형시키는 것은 국제법 위반이고 전쟁범죄이지만, 당시 막 독립한 핀란드는 아무런 국제조약이나 전시국제법에 가맹하지 않은 상태였다. 내전 이후 적군 가담자에 대한 대사면령이 내려지면서 이 사건의 책임소재도 흐지부지되었다.
요엘 레흐토넨이 1918년 단편소설 「죽은 사과나무」에서 이 사건을 다루었다.

## 같이 보기
- 핀란드의 역사

## 참고 자료
- Marko Tikka / Ajatuskirjat 2006 : Terrorin aika / ISBN 951-20-7051-0
- Sotasurmat 1914–1922 보관됨 2016-10-02 - 웨이백 머신
- Bjarne Stenquist: Artikkeli: "Aika tunnustaa sisällissodan rikokset, Suomi" Helsingin Sanomissa 27. tammikuuta 2008.